# Список призерів чемпіонатів України зі спортивної ходьби серед жінок
Цей список включає призерів чемпіонатів України з легкої атлетики в жіночих дисциплінах спортивної ходьби за всі роки їх проведення.

## Стадіон

### Ходьба 5000 метрів
| Чемпіонат  | Золото                   | Срібло                             | Бронза |
| ---------- | ------------------------ | ---------------------------------- | ------ |
| 1992-1993  | чемпіонки не визначались |                                    |        |
| 1994       | Ольга Леоненко Київ      | Тетяна Рагозіна Полтавська область |        |
| після 1994 | чемпіонки не визначались |                                    |        |

### Ходьба 10000 метрів
| Чемпіонат      | Золото                               | Срібло                               | Бронза                             |
| -------------- | ------------------------------------ | ------------------------------------ | ---------------------------------- |
| 1992           | чемпіонка не визначалась             |                                      |                                    |
| 1993           | Наталія Сербіненко Донецька область  | Ольга Леоненко Тернопільська область | Галина Мудрик Львівська область    |
| 1994           | чемпіонка не визначалась             |                                      |                                    |
| 1995           | Тетяна Рагозіна Полтавська область   |                                      |                                    |
| 1996           | чемпіонка не визначалась             |                                      |                                    |
| 1997 (зимовий) | Валентина Савчук Волинська область   | Віра Зозуля Тернопільська область    | Світлана Калитка Волинська область |
| 1997           | Віра Зозуля Тернопільська область    | Тетяна Рагозіна Полтавська область   | Світлана Калитка Волинська область |
| 1998           | Тетяна Рагозіна Полтавська область   | Віра Зозуля Тернопільська область    | Світлана Калитка Волинська область |
| 1998-2024      | чемпіонки не визначались             |                                      |                                    |
| 2025           | Валерія Шоломіцька Волинська область | Анастасія Фальчик Волинська область  | Вікторія Фальчик Волинська область |

## Шосе

### Ходьба 5 кілометрів
| Чемпіонат  | Золото                             | Срібло                               | Бронза           |
| ---------- | ---------------------------------- | ------------------------------------ | ---------------- |
| 1992       | чемпіонка не визначалась           |                                      |                  |
| 1993       | Тетяна Рагозіна Полтавська область | Ольга Леоненко Тернопільська область | Віра Зозуля Київ |
| 1994-2000  | чемпіонки не визначались           |                                      |                  |
| 2001       | Ніна Ковальчук Волинська область   | Руслана Воропай Київ                 |                  |
| після 2001 | чемпіонки не визначались           |                                      |                  |

### Ходьба 10 кілометрів
| Чемпіонат  | Золото                             | Срібло                              | Бронза                             |
| ---------- | ---------------------------------- | ----------------------------------- | ---------------------------------- |
| 1992-1993  | чемпіонки не визначались           |                                     |                                    |
| 1994       | Тетяна Рагозіна Полтавська область | Ольга Леоненко Київ                 | Олена Веремійчук Київська область  |
| 1995       | Ольга Леоненко Київ                |                                     | Олена Веремійчук Київська область  |
| 1996       | Валентина Савчук Волинська область | Тетяна Рагозіна Полтавська область  |                                    |
| 1997       | чемпіонка не визначалась           |                                     |                                    |
| 1998       | Світлана Калитка Волинська область | Віра Зозуля Тернопільська область   | Тетяна Рагозіна Полтавська область |
| 1999       | Валентина Савчук Волинська область | Тетяна Рагозіна Полтавська область  | Світлана Калитка Волинська область |
| 2000-2001  | чемпіонки не визначались           |                                     |                                    |
| 2002       | Зінаїда Онопрієнко Київ            | Світлана Гаврилюк Волинська область | Анастасія Кузнецова Київ           |
| після 2003 | чемпіонки не визначались           |                                     |                                    |

### Ходьба 20 кілометрів
| Чемпіонат      | Золото                                        | Срібло                                         | Бронза                                          |
| -------------- | --------------------------------------------- | ---------------------------------------------- | ----------------------------------------------- |
| 1992-1995      | чемпіонки не визначались                      |                                                |                                                 |
| 1996 (зимовий) | чемпіонка не визначалась                      |                                                |                                                 |
| 1996           | Валентина Савчук Волинська область            | Світлана Калитка Волинська область             | Людмила Єгорова (Шелест) Сумська область        |
| 1997 (зимовий) | чемпіонка не визначалась                      |                                                |                                                 |
| 1997           | Світлана Калитка Волинська область            | Валентина Савчук Волинська область             | Віра Зозуля Тернопільська область               |
| 1998           | чемпіонки не визначались                      |                                                |                                                 |
| 1999 (зимовий) | чемпіонка не визначалась                      |                                                |                                                 |
| 1999           | Валентина Савчук Волинська область            | Людмила Єгорова (Шелест) Сумська область       | Ірина Ковальчук Івано-Франківська область       |
| 2000 (зимовий) | чемпіонка не визначалась                      |                                                |                                                 |
| 2000           | Віра Зозуля Тернопільська область             | Людмила Єгорова (Шелест) Сумська область       | Світлана Калитка Волинська область              |
| 2001 (зимовий) | Валентина Савчук Волинська область            | Віра Зозуля Тернопільська область              | Людмила Єгорова (Шелест) Сумська область        |
| 2001           | Віра Зозуля Тернопільська область             | Ольга Лук'янчук Волинська область              | Валентина Савчук Волинська область              |
| 2002 (зимовий) | Ольга Лук'янчук Волинська область             | Віра Зозуля Тернопільська область              | Олена Мірошниченко Сумська область              |
| 2002           | Ольга Лук'янчук Волинська область             | Віра Зозуля Тернопільська область              | Олена Кривохижа Сумська область                 |
| 2003 (зимовий) | Віра Зозуля Тернопільська область             | Валентина Савчук Волинська область             | Олена Мірошниченко Сумська область              |
| 2003           | Віра Зозуля Тернопільська область             | Людмила Єгорова (Шелест) Сумська область       | Ніна Москвіна Вінницька область                 |
| 2004 (зимовий) | Віра Зозуля Тернопільська область             | Людмила Єгорова (Шелест) Сумська область       | Барбора Дібелкова Чехія                         |
| 2004           | Віра Зозуля Тернопільська область             | Надія Прокопук (Боровська) Волинська область   | Людмила Єгорова (Шелест) Сумська область        |
| 2005 (зимовий) | Віра Зозуля Тернопільська область             | Людмила Єгорова (Шелест) Сумська область       | Надія Прокопук (Боровська) Волинська область    |
| 2005           | Віра Зозуля Тернопільська область             | Людмила Єгорова (Шелест) Сумська область       | Надія Прокопук (Боровська) Волинська область    |
| 2006 (зимовий) | Віра Зозуля Тернопільська область             | Надія Прокопук (Боровська) Волинська область   | Людмила Єгорова (Шелест) Сумська область        |
| 2006           | Людмила Єгорова (Шелест) Сумська область      | Надія Прокопук (Боровська) Волинська область   | Віра Зозуля Тернопільська область               |
| 2007 (зимовий) | Надія Прокопук (Боровська) Волинська область  | Віра Зозуля Тернопільська область              | Людмила Єгорова (Шелест) Сумська область        |
| 2007           | Віра Зозуля Тернопільська область             | Людмила Єгорова (Шелест) Сумська область       | Надія Прокопук (Боровська) Волинська область    |
| 2008 (зимовий) |                                               |                                                |                                                 |
| 2008           | Віра Зозуля Тернопільська область             | Людмила Шелест Сумська область                 | Олена Мірошниченко Сумська область              |
| 2009 (зимовий) | Віра Зозуля Тернопільська область             | Людмила Шелест Сумська область                 | Надія Боровська Волинська область               |
| 2009           | Надія Боровська Волинська область             | Віра Зозуля Тернопільська область              | Ольга Яковенко Вінницька область                |
| 2010 (зимовий) | Надія Боровська Волинська область             | Олена Мірошниченко Сумська область             | Олена Шевчук Житомирська область                |
| 2010           | Надія Боровська Волинська область             | Олена Шумкіна Донецька область                 | Ольга Яковенко Вінницька область                |
| 2011 (зимовий) | Надія Боровська Волинська область             | Олена Шумкіна Донецька область                 | Ольга Яковенко Вінницька область                |
| 2011           | Наталія Макарова Росія                        | Ірина Юманова Росія                            | Олена Шевчук Житомирська область                |
| 2012 (зимовий) | Надія Боровська Волинська область             | Олена Шевчук Житомирська область               | Ольга Яковенко Вінницька область                |
| 2012           | Інна Кашина (Лосева) Сумська область          | Наталія Жорняк Київ                            | Наталія Концевич (Цимбалюк) Житомирська область |
| 2013 (зимовий) | Людмила Оляновська Київська область           | Ольга Яковенко Вінницька область               | Інна Кашина (Лосева) Сумська область            |
| 2013           | Інна Кашина (Лосева) Сумська область          | Людмила Шелест Сумська область                 | Галина Яковчук Житомирська область              |
| 2014 (зимовий) | Інна Кашина (Лосева) Сумська область          | Олена Шумкіна Донецька область                 | Галина Яковчук Житомирська область              |
| 2014           | Інна Кашина (Лосева) Сумська область          | Василина Вітовщик (Сидорчук) Волинська область | Ольга Яковенко Вінницька область                |
| 2015 (зимовий) | Надія Боровська Волинська область             | Олена Шумкіна Волинська область                | Інна Кашина (Лосева) Сумська область            |
| 2015           | Надія Боровська Волинська область             | Інна Кашина (Лосева) Сумська область           | Василина Вітовщик (Сидорчук) Волинська область  |
| 2016 (зимовий) | Надія Боровська Волинська область             | Інна Кашина (Лосева) Сумська область           | Галина Яковчук Житомирська область              |
| 2016           | Олена Шевчук Житомирська область              | Оксана Трофимович Волинська область            | Наталія Цимбалюк Житомирська область            |
| 2017 (зимовий) | Надія Боровська Волинська область             | Інна Кашина (Лосева) Сумська область           | Олена Мізернюк (Собчук) Волинська область       |
| 2017           | Валентина Мирончук (Наявко) Волинська область | Аліна Цвілій Київська область                  | Тамара Гаврилюк Житомирська область             |
| 2018 (зимовий) | Надія Боровська Волинська область             | Інна Кашина (Лосева) Сумська область           | Валентина Мирончук (Наявко) Волинська область   |
| 2018           | Марія Філюк (Сахарук) Волинська область       | Тамара Гаврилюк Житомирська область            | Валентина Мирончук (Наявко) Волинська область   |
| 2019 (зимовий) | Інна Кашина (Лосева) Київська область         | Марія Філюк (Сахарук) Волинська область        | Ганна Шевчук Івано-Франківська область          |
| 2019           | Марія Філюк (Сахарук) Волинська область       | Христина Юдкіна Івано-Франківська область      | Ганна Шевчук Івано-Франківська область          |
| 2020 (зимовий) | Людмила Оляновська Київська область           | Олена Собчук Волинська область                 | Марія Сахарук Волинська область                 |
| 2020           | Людмила Оляновська Київська область           | Марія Сахарук Волинська область                | Олена Собчук Волинська область                  |
| 2021 (зимовий) | Ганна Шевчук Івано-Франківська область        | Людмила Оляновська Київська область            | Олена Собчук Волинська область                  |
| 2021           | Людмила Оляновська Київська область           | Олена Собчук Волинська область                 | Кадер Дост Туреччина                            |
| 2022 (зимовий) | чемпіонка не визначалась                      |                                                |                                                 |
| 2022           | Ірина Коваль Львівська область                | Аліна Ткач Сумська область                     | не вручалась                                    |
| 2023 (зимовий) | Людмила Оляновська Київська область           | Олена Собчук Волинська область                 | Ганна Шевчук Івано-Франківська область          |
| 2023           | Валентина Наявко Волинська область            | Аліна Цвілій Київська область                  | Тамара Гаврилюк Житомирська область             |
| 2024           | Марія Сахарук Волинська область               | Людмила Оляновська Київська область            | Олена Собчук Волинська область                  |
| 2025           | Ганна Шевчук Івано-Франківська область        | Марія Сахарук Волинська область                | Олена Собчук Волинська область                  |

### Ходьба 35 кілометрів
| Чемпіонат      | Золото                                        | Срібло                                        | Бронза                              |
| -------------- | --------------------------------------------- | --------------------------------------------- | ----------------------------------- |
| 1992-2017      | чемпіонки не визначались                      |                                               |                                     |
| 2018           | Аліна Цвілій Київська область                 | Людмила Шелест Сумська область                | Маріанна Гончарова Сумська область  |
| 2019           | Олена Собчук Волинська область                | Валентина Мирончук (Наявко) Волинська область | Маріанна Гончарова Сумська область  |
| 2020           | Валентина Мирончук (Наявко) Волинська область | Олександра Оляновська Київська область        | Оксана Кулагіна Київська область    |
| 2021 (зимовий) | Тамара Гаврилюк Житомирська область           | Яна Фарина Волинська область                  | Оксана Кулагіна Київська область    |
| 2021           | Катажина Здзебло Польща                       | Надія Боровська Волинська область             | Тамара Гаврилюк Житомирська область |
| 2022 (зимовий) | чемпіонка не визначалась                      |                                               |                                     |
| 2022           | Аліна Цвілій Київська область                 | не вручалась                                  | не вручалась                        |
| 2023           | Аліна Цвілій Київська область                 | Василина Сидорчук Волинська область           | Валентина Наявко Волинська область  |
| 2024           | Ганна Шевчук Волинська область                | не вручалась                                  | не вручалась                        |

### Ходьба 50 кілометрів
- Перші чемпіонки України зі спортивної ходьби на 50 кілометрів були визначені у 2016[1].

| Чемпіонат  | Золото                                        | Срібло                                         | Бронза                                         |
| ---------- | --------------------------------------------- | ---------------------------------------------- | ---------------------------------------------- |
| 1992-2015  | чемпіонки не визначались                      |                                                |                                                |
| 2016       | Ксенія Радько Сумська область                 | Василина Вітовщик (Сидорчук) Волинська область | не вручалась                                   |
| 2017       | Христина Юдкіна Івано-Франківська область     | Ксенія Радько Сумська область                  | Василина Вітовщик (Сидорчук) Волинська область |
| 2018       | Валентина Мирончук (Наявко) Волинська область | Людмила Шелест Сумська область                 | Тіжана Савічевич Сербія                        |
| 2019       | Людмила Шелест Сумська область                | Юлія Кушка Дніпропетровська область            | не вручалась                                   |
| 2020       | Христина Юдкіна Івано-Франківська область     | Тамара Гаврилюк Житомирська область            | Оксана Кулагіна Київська область               |
| після 2020 | чемпіонки не визначались                      |                                                |                                                |